# 石谷伝四郎
石谷 伝四郎（石谷 傳四郎、いしたに でんしろう、1866年6月12日（慶応2年4月29日）- 1923年（大正12年）12月19日）は、明治から大正期の実業家、政治家。鳥取県平民。鳥取県多額納税者。

## 経歴
鳥取県八頭郡智頭町に生まれる。石谷伝九郎の長男。石谷家は智頭四軒衆と呼ばれた素封家のひとつで、山林経営によって江戸時代の大庄屋から智頭の筆頭地主となった豪家。
慶應義塾を卒業し、家業を継いだ。町会議員、県会議員となって活躍した。
1898年（明治31年）には衆議院議員に初当選し、その後も2回再選された。1903年（明治36年）春、日本美術院長の岡倉天心が智頭町にある豊乗寺の国宝調査に訪れた際、国米泰石の技量の高さを岡倉天心に示したところ、国米泰石は岡倉天心に招かれて日本美術院に入ることとなった。
1918年（大正7年）鳥取県多額納税者として貴族院議員に互選され、同年9月29日から死去するまで在任した。大正時代には石谷家住宅の改築を行った。
1914年（大正3年）に大正鳥取銀行が設立されると頭取となり、奨恵銀行監査役、財団法人智頭報徳社社長にも就任し、金融・農林業など地域産業の発展に尽くした。
1923年末、東京の帝国ホテルにて客死。

## 家族・親族

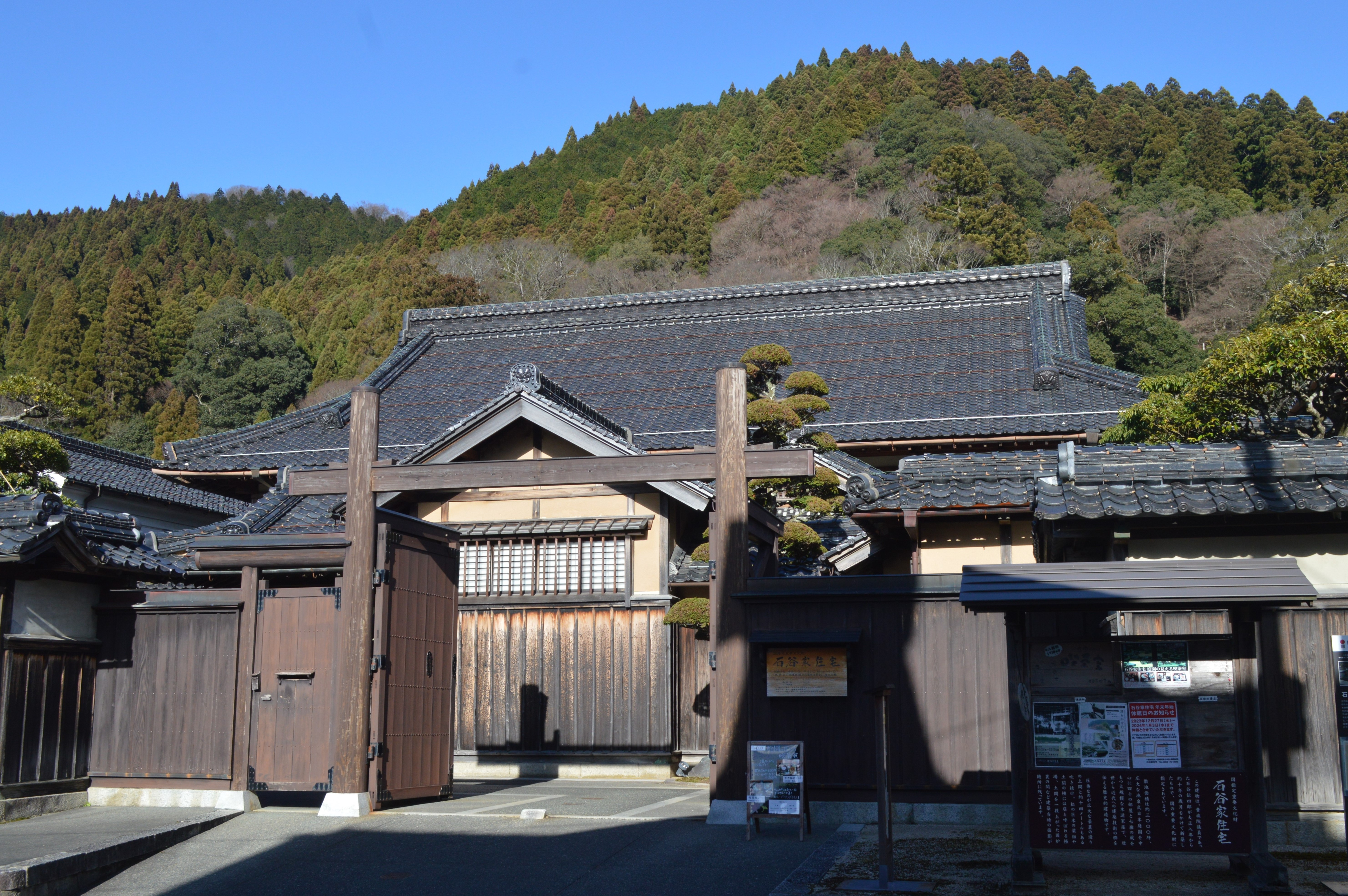
石谷家住宅。智頭杉をふんだんに使った近代和風建築で、1919年に伝四郎が改築に着手し、没後は弟の伝市郎が完成させた。国の重要文化財。

### 石谷家
（鳥取県八頭郡智頭町）
石谷家は在方商人として宿場の中心の往来筋に店を構え、問屋稼業や金融業、山林地主として成長したが、それら経営内容や形成過程を知ることが可能な文書は、宝永年間（1704年～1710年）から大正末まで詳細に記されており、保存資料は五千点を数える。
本家石谷家は屋号を塩屋（志保屋とも記す）といい、古くは鳥取城下で塩の卸問屋を家業とし、藩の御用商人として成長していったと伝えるが、過去帳からは、延宝年間（1673年～1680年）頃、智頭宿へ来住したと推測される。
大正時代の当主石谷伝四郎が記した『楓軒文書（ふうけんぶんしょ）』には、宝暦年間に火災にあい、一部事績を失ったとある。
略系図から、俗名が知れるのは八左衛門からで、次の吉兵衛の子息、初代伝三郎が本家を継ぎ、弟の彦太郎が分家上塩屋をおこした。初代伝三郎の子息伝四郎は本家を継ぎ、二男治左衛門が分家下塩屋を、三男兵次郎が分家新塩屋をおこして名望家として独立していった。
初めて大庄屋に任じられたのは新塩屋の兵次郎で、天明2年（1782年）の事、農村体制が崩壊しはじめ、農民が農業を離れて余業に走るような時代に跡役を継いでいる。その後、本家の二代目伝三郎が二度にわたって大庄屋を勤めたが、折しも「天明の飢饉」にあたり、不作・凶作によって深刻な事態に見舞われ、その窮状を訴える文書（もんじょ）がたくさん残されている（石谷家文書）
初代伝九郎の代は、文化10年（1813年）より8年間にわたって大庄屋を勤めたが、新見谷・土師谷の困窮を救うことができず、藩からお咎めを受けながらも、在方役人として懸命に上構（かみがまえ）（下構は用瀬・佐治）の財政を立て直そうと努力している。その跡は国米（こくまい）家が大庄屋を引き継ぎ、江戸時代末期には新塩屋の直四郎が大庄屋を勤めた。
明治・大正時代、新時代をむかえた本家石谷家からは、貴族院議員や第一高等学校教授を輩出し、政治・社会の近代化に多大な功績と足跡を残した。
- 父・伝九郎[3]
- 継母・たか[3]（鳥取、大塚源造長女[3]）
- 妻・イサミ[3]（新潟県 士族・牧野正利妹[3]）
- 養子・貞彦[3]（岩手県 士族・片倉守次三男[3]）
- 弟・伝市郎[3] ‐ 学者・学習院教授、第一高等学校物理教授等を歴任。東京帝国大学卒。帝大では寺田寅彦の後輩。[5]